# Aeroportul Bodø
Aeroportul Bodø (în bokmål: Bodø lufthavn; în nynorsk: Bodø lufthavn; în Lule Sami⁠(d) Bådåddjo) (IATA: BOO, ICAO: ENBO) este un aeroport din Comuna Bodø, Nordland, Norvegia ce deservește zona Bodø⁠(d). Aeroportul a fost tranzitat în 2022 de 1.639.469 de pasageri. A fost deschis în 1952 și numit după zona deservită.
Situat la o altitudine de 13 m, aeroportul dispune de 1 pistă. Este operat de Avinor⁠(d).

## Infrastructură

### Piste
Aeroportul dispune de o singură pistă. Pista 07/25 are suprafața de beton și dimensiunile 2.794 m × 45 m. 